# Consuelo Hernández (pintora)

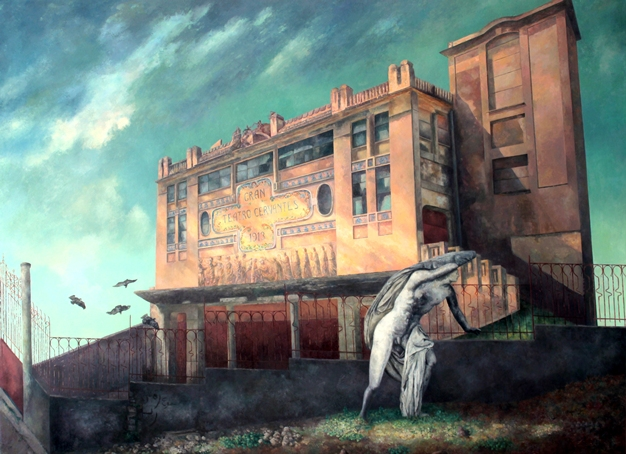
Invierno en el teatro Cervantes de Tánger

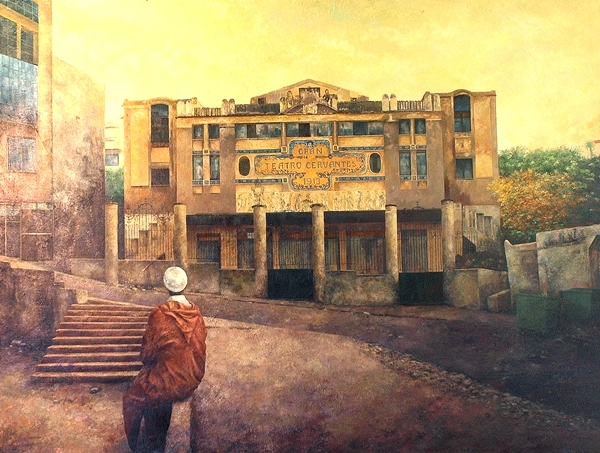
Obra número 4 de la colección "Teatro Cervantes de Tánger".

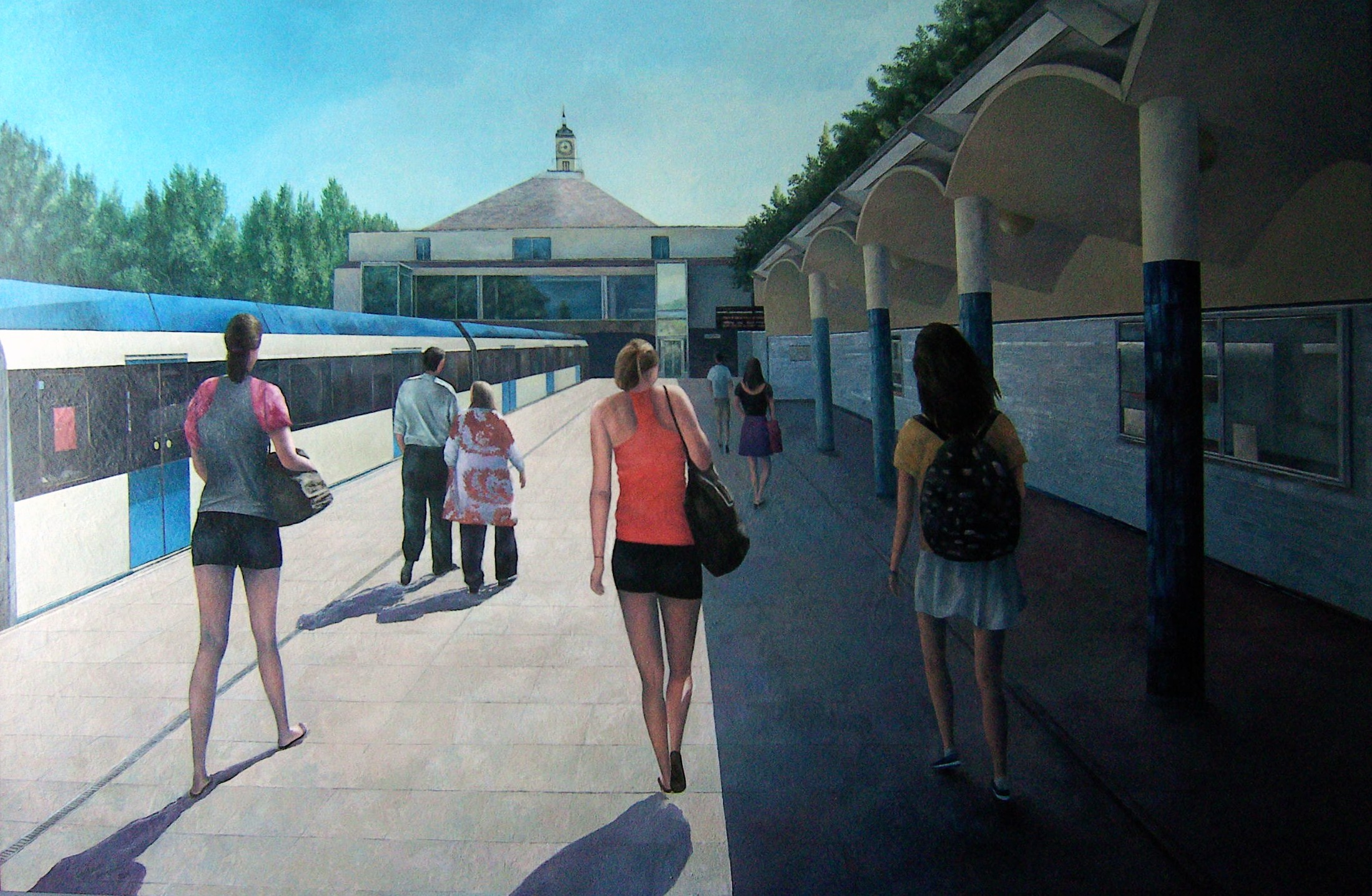
La Estación del Lago

Consuelo Hernández (Tornavacas, Cáceres; 19 de agosto de 1948) es una pintora figurativa española.
Inmersa en la corriente del Realismo desde los años 80 es representativa pintora española con destacada relevancia internacional. Ha recibido numerosos premios internacionales y nacionales entre los que figuran las Medallas de Plata y Vermeil a su trayectoria y obra por la Real Academia Arts-Sciences-Lettres de París.

## Datos biográficos
Consuelo Hernández nació en el seno de una familia amante del arte y de artistas, de modo que, desde los primeros años de vida, su educación fue encauzada por los caminos de la pintura y de las humanidades. Desde su infancia y adolescencia compatibiliza los estudios académicos con los de Dibujo y Pintura en la ciudad de Cáceres. Licenciada a los 22 años en Filosofía y Letras por la Universidad de Salamanca y catedrática de Lengua española, alternó la labor docente con la dedicación al Arte hasta el año 2008 en el que inicia una etapa dedicada en exclusiva al Arte.
Su primera exposición individual de pintura la realiza en 1979, en Plasencia (Cáceres), en cuya obra se mostró la influencia de pintores impresionistas franceses como Monet, Renoir o Cézanne, influencia que va dejando atrás hasta la inmersión plena en el realismo pictórico, en muchas ocasiones, poético, como han afirmado diversos críticos de su obra —Mario Antolín, Aníbal Núñez, Mohamed Lahchiri, José María Bermejo, José Marín Medina—.
Durante los seis años de su estancia en Tánger (1997-2003), sus pinturas se inspiran en la arquitectura decadente de la época internacional de la ciudad, en especial las que dedica al Teatro Cervantes de la ciudad marroquí: Primavera, Verano, Otoño, Invierno.
Artista española consolidada, su obra se ha exhibido en ferias internacionales de arte de Chicago, Hong Kong, Singapur, París, La Haya o Madrid, y en festivales internacionales. La obra de Consuelo Hernández ha recorrido las salas del Instituto Cervantes de Tánger, Rabat, Casablanca, Fez y Tetuán (Marruecos).
En julio de 2012 presentó una selección de pinturas en el Present'Art Festival internacional, Contemporary art, que se exhibieron en la Biblioteca Nacional de Shanghái Pudong y en el CEIBS (Art Investment Forum) de Shanghái (República Popular China). Sus exposiciones internacionales continuaron en 2013 en la Bridge gallery de Pekín y en Shenzhen, así como en la Gallery-M de Viena (Austria).
Con motivo del centenario del Gran Teatro Cervantes de Tánger (1913-2013), Consuelo Hernández editó el libro Un escenario en ruinas-Llamamiento artístico-literario por la recuperación del Gran Teatro Cervantes de Tánger, junto a tres escritores, con gran repercusión en los medios de comunicación.
Durante los meses de julio y agosto de 2015, la Diputación de Salamanca organizó una exposición retrospectiva de la pintora en la sala de exposiciones del palacio de La Salina.
Durante el mes de noviembre de 2017, el Ayuntamiento de Cáceres organizó una muestra de su obra constituida por una selección de treinta pinturas en las salas de exposiciones del Palacio de la Isla.

## Premios y distinciones
- "Medaille Vermeil". Academie française Arts-Sciences-Lettres de París. octubre 2022, París.
 
- Lista Forbes "Top 50 Awarded Spaniards: el talento español más reconocido en el mundo en los últimos cinco años". Hotel Villamagna, Madrid (España), 2021. 
 - Premio International "Leonardo da Vinci". Palazzo Borghese, Florencia (Italia), 2020. 
- Premio "Medaille d'Argent". Academie française Arts - Sciences - Lettres de París. Junio 2019, París.
- International prize "Artist of the year 2019", Mantova (Italia)
 - Premio International Prize "Botticelli", Florencia (Italia), 2019.
- Premio International Award "Caravaggio", 2018, Milán (Italia)
- Distinción con una calle a su nombre en el municipio de Moraleja (Cáceres). 2018
- Premio "Satura International Contest". Satura Art gallery. Palazzo Stella, Génova (Italia).
- 2ª Biennale di Genova, "Artista premiata". Esposizione Internazionale d'Arte Contemporanea. Génova (Italia).
- "Medalla de Oro a la trayectoria artística", en abril de 2016, por Foro Europa 2001

- Premio Ayuntamiento Madrid-Villaverde, 1985.

## Obra
Exposiciones (selección)
- 2021 "Tánger, retrato inacabado". Exposición individual en el Instituto Cervantes de Tánger. Calle Bélgica. Tánger (Marruecos). Octubre-noviembre.
- 2020 "El mundo que habito". Exposición individual en Casa de Vacas, Parque del Retiro, Madrid. Ayuntamiento de Madrid. Agosto.
- 2018 "Habitando la realidad". Exposición individual en el Museo de Móstoles (Madrid). Ayuntamiento de Móstoles, abril-mayo.
- 2017 "Habitando la realidad". Exposición individual. Ayuntamiento de Cáceres. Palacio de la Isla, noviembre. Cáceres.
- 2017 "Donna, libertà d'essere". Organizada por ARS MEA, Asociación artístico-cultural. Sala Birolli, junio. Verona (Italia).
- 2017 2ª Biennale di Genova, Esposizione Internazionale d'Arte Contemporanea. Satura Art Gallery e instituciones oficiales de Génova y de la región de Liguria. Junio. Génova (Italia).
- 2017 "La vuelta de Willy Fog". Exposición benéfica itinerante organizada por APADIS-Bahía de Algeciras. Museo Municipal de Algeciras, junio. Algeciras (Cádiz).
- 2016 Palacio de Congresos-Auditorio Príncipe Felipe. Asociación Lúpicos de Asturias, exposición benéfica. Oviedo.
- 2016 Monasterio románico de Sant Joan Les Fonts. "XIII Salón internacional de artes plásticas". Sant Joan Les Fonts (Gerona)
- 2016 Satura art gallery. "21º Concorso Nazionale d'Arte Contemporanea". Palazzo Stella, Génova (Italia).
- 2016 "Satura International Contest". Exposición colectiva en Satura art gallery. Palazzo Stella, Génova (Italia).
- 2015 Jorge Alcolea, galería de arte. Colectiva "Madrid es Madrid". Madrid.
- 2015 Retrospectiva "Memorias pintadas". Palacio de La Salina. Exposición individual Diputación de Salamanca.
- 2014 Galería Botica das Artes. Exposición individual. La Coruña.
- 2013 Colectiva Museo de Salamanca.
- 2013 Festival internacional. Wison Art Museum y Global Harbor. Shanghái (China).
- 2012 Festival internacional de arte. Biblioteca de Shanghái Pudong. Shanghái (China).
  - China Europe International Art exhibition. CEIBS. Shanghái (China).
  - Cinco pintores españoles en Beijing. Galerías de arte Bridge y Art Guide. Distrito 798. Beijing (China) y Schenzen (China)
- 2012 Consuelo Hernández, Ayuntamiento de Las Rozas, Sala Maruja Mallo. Exposición individual. Madrid.
- 2011 Consuelo Hernández, Ayuntamiento de Pozuelo de Alarcón. Exposición individual. Madrid.
- 2010 Affordable Art Fair, Feria internacional de arte. París. Art Faim, feria internacional de arte, Madrid.
- 2009 Antológica "Pinturas 1988-2008". Caja de Extremadura. Exposición individual. Cáceres.
- 2007 Consuelo Hernández, galería "Paz Feliz". Exposición individual. Madrid.
- 2004 Tánger. Instituto Cervantes de Fez (Marruecos)
- 2003 Tánger. Instituto Cervantes de Casablanca. Exposición individual. (Marruecos)
- 2002 Tánger. Instituto Cervantes de Tánger e Instituto Cervantes de Rabat. Exposiciones individuales. (Marruecos)
- 2002 Festival internacional Art Rain, Tetuán (Marruecos)
- 1999 Madrid-Tánger, Instituto Cervantes de Tánger y Hotel Minzah. Exposiciones individuales. Tánger (Marruecos)
- 1997 Fine Art Singapur, Feria internacional de arte, galería "Santa Bárbara". Singapur.
- 1996 Premio Penagos de Dibujo. Fundación cultural Mapfre Vida. Madrid.
- 1995 Consuelo Hernández, Galería de arte "Santa Bárbara". Exposición individual. Madrid.
- 1993 La mujer y el arte. Jardín Botánico de Madrid. Comunidad de Madrid.
- 1992 Galería de arte Miguel Espel. Madrid.
- 1992 Feria de arte "Art Chicago", Delecea Fine Art.
- 1992 Art Asia. Feria de arte de Hong Kong. Delecea Fine Art.

## Obra en colecciones públicas y privadas
- Museo de Salamanca, Diputación de Salamanca, Casa Real Española, Caja Extremadura, Caja Duero, Ayuntamiento de Madrid-Villaverde, Ayuntamiento de Pozuelo de Alarcón (Madrid), BMCE Bank, Rabat (Marruecos).